# Ogrody Tematyczne Hortulus
Ogrody Tematyczne Hortulus – zespół ogrodów pokazowych zlokalizowany w Dobrzycy w gminie Będzino (województwo zachodniopomorskie). Założony w 1992 roku i systematycznie rozbudowywany. 

## Charakterystyka
Na powierzchni około 5 ha prezentowanych jest 28 połączonych ze sobą w barwną całość ogrodów o różnej stylistyce, powstałych w latach 1992-2009. Znajdują się tu ogrody inspirowane naturalnym krajobrazem (np. skalny i leśny) oraz kulturą różnych narodów: japoński, francuski, śródziemnomorski, angielski, jak również ogród w stylu Antoniego Gaudí. Są też ogrody wzorowane na naturalnym krajobrazie: ogród wodny, skalny, leśny oraz autorskie założenia – ogrody zmysłów w stylu angielskim: barwa – światło – cień (ogród biały, lila-róż, niebiesko-żółty, purpury i ognia, ogród cienia), woń – aromat – zapach (ogród zapachu, ogrody ziołowe, ogród róż – rozarium), szum – szelest – cisza (ogród traw), ogrody baśni (góra Trolli, ogród Baby Jagi), czy Ptasi Gaj. 
Położenie Ogrodów Tematycznych Hortulus w strefie mrozoodporności określonej jako 7B umożliwiło stworzenie w nich kolekcji roślin rzadko występujących w Polsce, takich jak: sośnica japońska (Sciadopitys verticillata), mamutowiec olbrzymi (Sequoiadendron giganteum), metasekwoja chińska (Metasequoia glyptostroboides), cypryśnik błotny (Taxodium distichum), kryptomeria japońska (Cryptomeria japonica), cedr (Cedrus sp.), miłorząb dwuklapowy (Ginkgo biloba), choina kanadyjska (Tsuga canadensis), tulipanowiec (Liriodendron sp.), perełkowiec japoński (Styphnolobium japonicum), bukan (Nothofagus sp.), kasztan jadalny (Castanea sativa), parocja perska (Parrotia persica). Występuje tu 6 tys. gatunków i odmian, w tym rośliny egzotyczne i unikalne. Ich egzystencji sprzyja nie tylko klimat (zimą temperatura nie spada tu poniżej minus 15 stopni Celsjusza, a latem nie przekracza 30 stopni), ale także bardzo kwaśna gleba, którą tworzą polodowcowe gliny zwałowe, bardzo dobrze utrzymujące wilgoć, a także opady, których wielkość sięga średnio 820 mililitrów na metr. 
W 2014 otwarto największy na świecie labirynt grabowy, którego stworzenie zajęło 10 lat (od 2003). Alejki wewnątrz labiryntu mają 3250 m długości. Stanowi on część kompleksu o nazwie Ogrody Hortulus Spectabilis, w którym zagospodarowanych jest ok. 10 hektarów z planowanych 35. Przy labiryncie powstała 20-metrowa wieża widokowa, na której szczyt prowadzą dwa niezależne biegi schodów, każdy z nich ma po 102 stopnie. Kształt budwoli zainspirowany został splatającą się nicią DNA. Z wieży widoczne jest wnętrze labiryntu (co ułatwie poszukiwanie zabłąkanych), całe Ogrody Hortulus Spectabilis, a w pogodnie dni także odległe o ok. 8 km morze i Górę Chełmską w Koszalinie. Powstała tu również Świątynia Dumania w formie altany na wzgórzu, różnorodne ogrody kwiatowe (w tym kwiatów jadalnych), kilka rozariów, Ogród Małego Skrzata dla dzieci oraz Plac Małej Syrenki z fontanną.

## Edukacja
W Ogrodach Tematycznych Hortulus wielką wagę przykłada się do krzewienia szeroko pojętej wiedzy przyrodniczej, a także propagowania wiedzy ogrodniczej jako pasji oraz stylu życia wśród przyrody. W Ogrodach prowadzone są zajęcia edukacyjne dla dzieci i młodzieży pod tytułem "Rośliny i zwierzęta – symbioza dająca życie" i pokazy w ogrodach użytkowych – warzywnym 
i ziołowym. Corocznie organizowane są również praktyki dla uczniów szkół średnich i studentów kierunków: biologia, ogrodnictwo, kształtowanie terenów zieleni, architektura krajobrazu. Dzięki pracy w Ogrodach młodzież przekonuje się, że zakładanie ogrodów to sposób na naprawę środowiska przyrodniczego zdegradowanego na skutek industrializacji i działalności człowieka. 

## Turystyka
Ogrody Tematyczne Hortulus dostępne są do zwiedzania zarówno indywidualnego, jak i z przewodnikiem (w językach: polskim, angielskim, niemieckim i włoskim) i stanowią jedną z istotnych atrakcji turystycznych Pomorza Zachodniego. Rocznie odwiedza je około 150 000 turystów z Polski, Niemiec, Holandii i krajów skandynawskich.
Ogrody otwarte są przez cały rok, z wyjątkiem stycznia i lutego, w marcu i grudniu w zależności od warunków atmosferycznych.
W ogrodach funkcjonuje zaplecze gastronomiczne (Cafe Bar "Barwinek"), market ogrodniczy i plac zabaw dla dzieci.

## Imprezy cykliczne
- czerwiec - Noc Kupały
- lipiec - Kulinarny Festiwal Kwiatów Jadalnych
- sierpień - maskarada w labiryncie
- wrzesień - Dyniowe Garden Party[1].